# ロンタイン国際空港
ロンタイン国際空港（ロンタインこくさいくうこう、ベトナム語：Sân bay Quốc tế Long Thành / 𡑝𩙻國際隆城、英語: Long Thanh International Airport）は、ベトナム・ホーチミン郊外、約40キロメートル東にあるドンナイ省ロンタイン県で計画中の国際空港である。

## 概要
2025年の開港をめどに建設する予定である。5000ヘクタールの面積で計画中である。この空港の開港後は、ホーチミンのタンソンニャット国際空港は国内線専用となる予定。
この空港は4本の滑走路、4つのターミナルで年間乗降客7000万人を予定している。
2015年6月25日、ベトナム国会は建設を承認し、2025年の開港を目指している。
JICAが公表しているマスタープランによると、最終期を2050年と見据えており、年間旅客1億人、年間貨物500万トンとし地域のハブ空港を目指すとのこと。水域や生態系の環境影響評価および監視や、住民移転の計画と並行して進めるとしている。また現タンソンニャット国際空港は市中心部に近く、住宅地に囲まれていることから、ロンタイン国際空港の完成後、資金面やインフラ面の課題を解決しながら廃止することが望ましいとしている。
2024年時点では、第1フェーズとして滑走路2本（第1滑走路・第3滑走路）、旅客・貨物ターミナル各1棟を供用し、2026年9月2日（ベトナム建国記念日）を目処に開業する方針を明らかにしている。なおアクセスは当面高速道路によるものに限られる。アクセス鉄道についてはホーチミン・メトロが乗り入れを検討しているが、着工には至っていない。